# Danuta Shanzer
Danuta Renu Shanzer (* 1956 in New York City) ist eine US-amerikanische Altphilologin und Mediävistin.

## Leben
Danuta Shanzer ist Alumna der Brearley School in New York City. Sie studierte Altgriechisch und Latein am Bryn Mawr College (B.A. 1977) und Literae Humaniores am Corpus Christi College, University of Oxford (D.Phil 1981). Als Lehrende wirkte sie an der University of Manchester (1980 bis 1981), danach als Assistant Professor, schließlich als Associate Professor für Klassische Philologie an der University of California in Berkeley (1981 bis 1990). Sie war 1989 Gastprofessorin für Klassische Philologie an der Harvard University, danach Associate Professor und schließlich Full Professor für Klassische Philologie, Religionswissenschaft und Mediävistik an der Cornell University (1989 bis 2003), an der sie neun Jahre lang das Programm für Mediävistik leitete. Von 2003 bis 2011 war sie Professorin für Klassische Philologie und Mediävistik an der University of Illinois at Urbana-Champaign. 2011 erhielt sie einen Ruf an das Institut für Klassische Philologie, Mittel- und Neulatein der Universität Wien, an der sie seitdem als Universitätsprofessorin für Spät- und Mittellateinische Philologie tätig ist.
Shanzers Forschungen richten sich auf Literaturgeschichte, klassische und mittellateinische Philologie und Sozial- wie Religionsgeschichte der Spätantike und des frühen Mittelalters. Sie hat zwei Bücher verfasst und vier Bücher herausgegeben. Sie hat viele verschiedene wissenschaftliche Herausgeberfunktionen inne wie auch die Redaktionsleitung der „Latin Series“ aus der Reihe Dumbarton Oaks Medieval Library (Harvard University Press). Sie ist Herausgeberin der Schriftenreihe „Society, Culture, and Text in Late Antiquity“ und korrespondierende Herausgeberin der Zeitschrift Early Medieval Europe. Sie ist Mitglied des redaktionellen Beirats der Zeitschriften Journal of Late Antiquity, the Journal of Medieval Latin und Wiener Studien. Sie ist auch ferner Mitglied des redaktionellen Beirats des Corpus Scriptorum Ecclesiasticorum Latinorum an der Universität Salzburg.
Shanzer ist ordentliches Mitglied der Medieval Academy of America, wirkliches Mitglied der Österreichischen Akademie der Wissenschaften und Mitglied der Academia Europaea.

## Schriften (Auswahl)
Monografien
- A Philosophical and Literary Commentary on Martianus Capella’s De Nuptiis Philologiae et Mercurii Book 1 (= University of California Publications. Classical Studies. Band 32). University of California Press, Berkeley CA u. a. 1986, ISBN 0-520-09716-5.
- mit Ian N. Wood: Avitus of Vienne. Letters and Selected Prose (= Translated Texts for Historians. Band 38). Translated with an Introduction and Notes. Liverpool University Press, Liverpool 2002, ISBN 0-85323-588-0.

Herausgeberschaften
- mit Ralph W. Mathisen: Society and Culture in Late Antique Gaul. Revisiting the Sources. Ashgate, Aldershot u. a. 2001, ISBN 0-7546-0624-4.
- mit Ralph W. Mathisen: Romans, Barbarians, and the Transformation of the Roman World. Cultural Interaction and the Creation of Identity in Late Antiquity. Ashgate, Farnham u. a. 2011, ISBN 978-0-7546-6814-5.
- mit Ralph W. Mathisen: The Battle of Vouillé, 507 CE. Where France Began (= Millennium-Studien. Band 37). De Gruyter, Boston MA u. a. 2012, ISBN 978-1-61451-127-4.

Aufsätze aus Zeitschriften
- „Arcanum Varronis iter“. Licentius’s Verse Epistle to Augustine. In: Revue des Études Augustiniennes. Band 37, Nr. 1, 1991, ISSN 0035-2012, S. 110–143, doi:10.1484/J.REA.5.104635.
- Two Clocks and a Wedding. Theodoric’s Diplomatic Relations with the Burgundians. In: Romanobarbarica. Band 14, 1996/1997, ZDB-ID 199289-2, S. 225–258.
- Dating the Baptism of Clovis. The Bishop of Vienne vs the Bishop of Tours. In: Early Medieval Europe. Band 7, Nr. 1, 1998, S. 29–57, doi:10.1111/1468-0254.00017.
- Avulsa a latere meo. Augustine’s Spare Rib – Confessions 6.15.25. In: The Journal of Roman Studies. Band 92, 2002, S. 157–176, JSTOR:3184864.
- So many Saints – So Little Time … the Libri Miraculorum of Gregory of Tours. In: The Journal of Medieval Latin. Band 13, 2003, ISSN 0778-9750, S. 19–60, JSTOR:45019571.
- Voices and Bodies. The Afterlife of the Unborn. In: Numen. Band 56, Nr. 2/3 (The Uses of Hell.), 2009, S. 326–365, JSTOR:27793795.
- Who was Augustine’s Publicola? In: Revue des Études Juives. Band 171, Nr. 1/2, 2012, ISSN 0484-8616, S. 27–60, doi:10.2143/REJ.171.1.2165710.
- Augustine’s Epp. 77–78 (A Scandal in Hippo). Microhistory and Ordeal-by-Oath. In: Reading Medieval Studies. Band 40 (Law's Dominion in the Middle Ages. Essays for Paul Hyams.), 2014, ISSN 0950-3129, S. 11–33 (Digitalisat).